# Jean-Paul Abalo
Pour les articles homonymes, voir Abalo.
Ne doit pas être confondu avec Jean-Claude Abalo.
Jean-Paul Abalo Yaovi Dosseh, né le 26 juin 1975 à Lomé, est un footballeur international togolais. Il joue au poste de défenseur du milieu des années 1990 à la fin des années 2000.
Il effectue la majorité de sa carrière professionnelle à l'Amiens SC avec qui il est finaliste de la Coupe de France en 2001. Il joue ensuite notamment à l'APOEL Nicosie, l'Ethnikos Asteras et au Al Merreikh Omdurman. Avec ce club, il est finaliste de la Coupe de la CAF en 2007.
En sélection du Togo, il compte soixante-sept sélections pour un but marqué et dispute la coupe du monde de 2006.

## Biographie
Jean-Paul Abalo commence le football dans le club de quartier de l'AS Poulain d’Or à Lomé puis rejoint l'Agaza Lomé, un des meilleurs clubs du pays. Sélectionné en équipe du Togo juniors, il dispute un tournoi en France en 1993 où il est repéré par de nombreux clubs. Trois mois plus tard, il s'engage avec le FCL Saint-Christophe Châteauroux, club de division 4, car il peut continuer ainsi ses études. 
Deux ans plus tard, il signe à l'Amiens SC, club de division 2 où il va rester pendant dix ans. En fin de saison 1999-2000, le club est relégué en National mais remonte dès l’année suivante en terminant  vice-champion de France à un point du Grenoble Foot. La même saison, le club atteint la finale de la Coupe de France après avoir battu deux clubs de division 1, le Stade rennais et l'ESTAC Troyes. Opposé en finale au Racing Club de Strasbourg, les deux équipes ne parviennent pas à se départager dans le temps réglementaire. Dans la séance de tirs au but, Jean-Paul Abalo voit sa tentative arrêtée par José Luis Chilavert. Ce dernier réussit ensuite son coup de pied, offrant ainsi la victoire aux Strasbourgeois.
En fin de saison 2005, son contrat avec le club amienois n'est pas renouvelé. La même année, Jean-Paul Abalo et ses coéquipiers de la sélection togolaise se qualifient pour la coupe d'Afrique des nations 2006 ainsi que pour la coupe du monde disputée en Allemagne.
Après des essais avec le Germinal Beerschot ou le FC Brussels, il s'engage en septembre avec l'USL Dunkerque en CFA et dispute quatre rencontres avec le club. Le sélectionneur du Togo, Otto Pfister, ne souhaitant retenir pour la coupe du monde que des internationaux jouant au moins en troisième division, Jean-Paul Abalo rejoint en janvier 2006 le club chypriote de l’APOEL Nicosie. Il est alors sélectionné pour la coupe du monde où le Togo est éliminé en phase de groupes.
Jean-Paul Abalo signe après cette compétition dans le club grec de deuxième division du Ethnikos Asteras. Ce club connaît cependant des problèmes financiers et en novembre 2006, il s'engage avec le club soudanais d'Al Merreikh Omdurman dirigé par Otto Pfister. Avec ce club, il termine vice-champion du Soudan. Il est également finaliste de la CAF  ou le club soudanais est battu par le CS sfaxien sur le score de cinq à deux sur les deux matchs. En décembre 2007, le club lui propose un nouveau contrat, mais il préfère rentrer en France pour des raisons familiales.
Il joue depuis 2008 au FC Déols en division d'honneur et entraîne aussi l'équipe U15 du club.

## Statistiques
Le tableau ci-dessous résume les statistiques en matches officiels de Jean-Paul Abalo durant sa carrière de joueur,,.
| Saison                | Club                  | Championnat           | Championnat | Championnat | Coupe nationale | Coupe nationale | Coupe de la Ligue | Coupe de la Ligue | Total | Total |
| Saison                | Club                  | Division              | M.          | B.          | M.              | B.              | M.                | B.                | M.    | B.    |
| 1995-1996             | Amiens SC             | Division 2            | 24          | 0           | 3               | 0               | -                 | -                 | 27    | 0     |
| 1996-1997             | Amiens SC             | Division 2            | 28          | 1           | -               | -               | 1                 | 0                 | 29    | 1     |
| 1997-1998             | Amiens SC             | Division 2            | 30          | 0           | -               | -               | -                 | -                 | 30    | 0     |
| 1998-1999             | Amiens SC             | Division 2            | 12          | 0           | -               | -               | 2                 | 0                 | 14    | 0     |
| 1999-2000             | Amiens SC             | Division 2            | 27          | 0           | 2               | 0               | -                 | -                 | 29    | 0     |
| 2000-2001             | Amiens SC             | National              | 35          | 1           | 6               | 1               | 4                 | 1                 | 45    | 3     |
| 2001-2002             | Amiens SC             | Division 2            | 34          | 3           | 2               | 0               | 3                 | 0                 | 39    | 3     |
| 2002-2003             | Amiens SC             | Ligue 2               | 34          | 2           | 2               | 0               | -                 | -                 | 36    | 2     |
| 2003-2004             | Amiens SC             | Ligue 2               | 19          | 0           | 2               | 0               | 1                 | 0                 | 22    | 0     |
| 2004-2005             | Amiens SC             | Ligue 2               | 31          | 0           | 2               | 0               | 1                 | 0                 | 34    | 0     |
| Sous-total            | Sous-total            | Sous-total            | 274         | 7           | 19              | 1               | 12                | 1                 | 305   | 9     |
| 2005-2006             | USL Dunkerque         | CFA                   | 4           | 0           | -               | -               | -                 | -                 | 4     | 0     |
| 2005-2006             | APOEL Nicosie         | A Kategoria           | 3           | 0           | -               | -               | -                 | -                 | 3     | 0     |
| 2006-2007             | Ethnikós Le Pirée     | Bêta Ethnikí          | 9           | 0           | 1               | 0               | -                 | -                 | 10    | 0     |
| 2007                  | Al Merreikh Omdurman  | SPL                   |             |             |                 |                 | -                 | -                 | 0     | 0     |
| 2008                  | Al Merreikh Omdurman  | SPL                   |             |             |                 |                 | -                 | -                 | 0     | 0     |
| Total sur la carrière | Total sur la carrière | Total sur la carrière | 290         | 7           | 20              | 1               | 12                | 1                 | 322   | 9     |

## Palmarès
Jean-Paul Abalo dispute 305 rencontres pour neuf buts marqués avec l'Amiens SC,. Avec ce club, il est en 2001 finaliste de la Coupe de France et vice-champion du Championnat de France de National. Sous les couleurs d'Al Merreikh, il est en 2007 finaliste de la Coupe de la CAF et vice-champion du Soudan.
En équipe nationale, Jean-Paul Abalo connaît sa première sélection le 4 octobre 1992 lors d'un match opposant le Togo à l'Algérie. Il compte 67 sélections pour un but marqué dont 19 rencontres de qualifications pour la coupe du monde. Il dispute deux rencontres de la coupe du monde 2006 où l'équipe du Togo est éliminée au premier tour. Il participe également à deux phases finales de la Coupe d'Afrique des nations en 2002 et 2006.

## Voir Aussi
- Emmanuel Adebayor
- Poul Adado